# Jean-Claude-Républicain Arnoux
Jean-Claude-Républicain Arnoux (Le Cateau-Cambrésis,16 de diciembre de 1792 - 1866) fue un ingeniero civil francés, conocido por su invención del sistema Arnoux para articular trenes en curvas cerradas. Como empresario, fundó y dirigió la Compañía de París a Orsay, que construyó y operó la línea de París a Orsay y ahora forma parte de la Línea Férrea de Sceaux, inaugurada el 6 de junio de 1846. 

## Biografía
Arnoux nació en Le Cateau-Cambrésis en el departamento Norte de Francia, en 1792. Su padre era maestro de postas. En 1811 ingresó en la escuela politécnica y se convirtió en teniente de artillería durante el Primer Imperio francés, antes de ser dado de baja el 16 de julio de 1815. 
Fue Administrador de las Messageries Générales  (Oficina General de Correos), siendo nombrado Gerente General de la Oficina General de Correos en Laffite en 1856. 
Entre 1845 y 1852 construyó la línea de ferrocarril de París a Estrasburgo, después de realizar una investigación científica en la École Centrale. En 1838 publicó ensayos sobre su sistema para carruajes en curvas cerradas. El 9 de marzo de 1841 hizo una propuesta para un ferrocarril desde París a Meaux, aunque no llegó a ser promulgada.

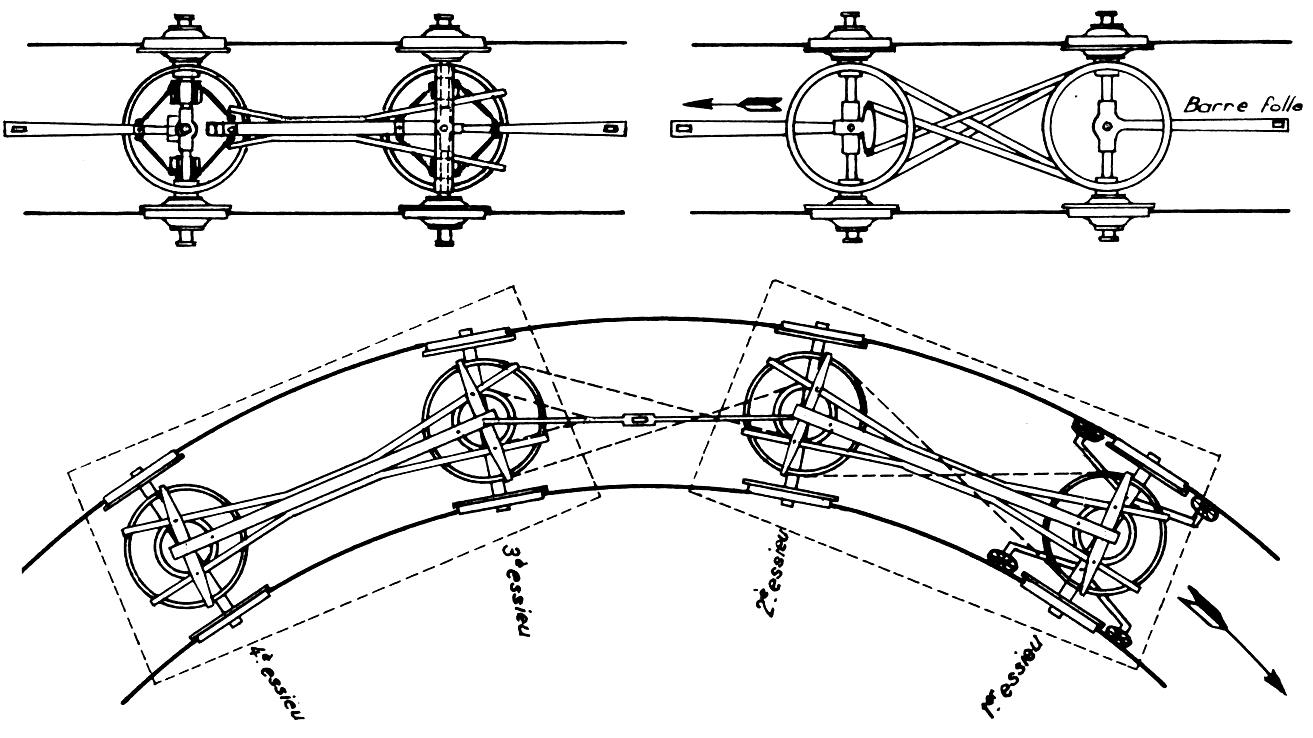
Diagrama del Sistema Arnoux

Es conocido como el inventor del sistema Arnoux (en francés: système ferroviaire dit Arnoux), que se utilizó en la primera Línea Férrea de Sceaux el 6 de junio de 1846. Este sistema utilizaba trenes con ejes articulados, de modo que los movimientos de los ejes eran guiados por cadenas y poleas, para que pudieran recorrer curvas cerradas a alta velocidad. Ganó el Grand Prix de Mécanique de l'Institut de la Academia de Ciencias de Francia en 1839.
Mediante una Orden del 6 de septiembre de 1844, ganó la concesión del operador para la Línea de Sceaux durante 50 años. La construcción comenzó a mediados de 1845, bajo la dirección y asistencia de sus dos yernos. Lalanne trabajó en la ruta, movimiento de tierras e infraestructura, y más adelante intervendría en extender la ruta hasta Robinson en 1893, encargándose de gestionar las ramas desde Bourg-la-Reine y Palaiseau hasta Orsay. Alexis Dulong trabajó en adquisiciones, para la vía y las estaciones. La solución de Arnoux no estuvo exenta de problemas, y veinte años después fue reemplazada por una solución más estándar. 

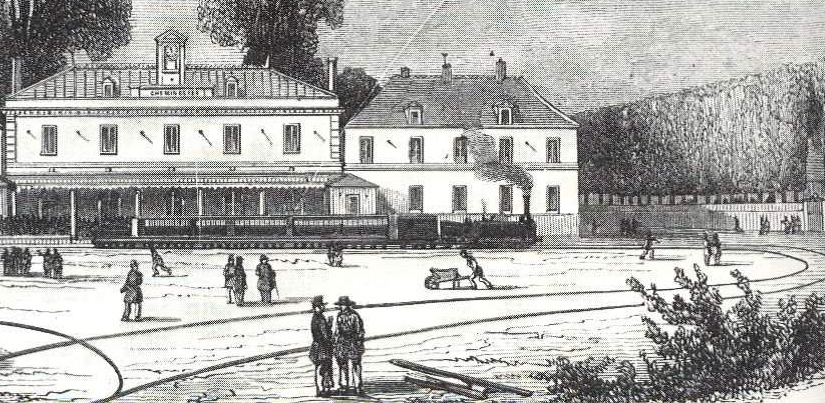
Estación en el trayecto del Sistema Arnoux

La primera línea era de la Barrière d'Enfer  ("Puerta del Infierno") (ahora Denfert-Rochereau) a Sceaux (Altos del Sena). De acuerdo con los horarios, en el año 1868 circulaba entre París y  Sceaux cada hora. 
Arnoux había proporcionado previamente diligencias para el viaje París - Orleans desde el 10 de junio de 1843, y no había previsto la redundancia entre ambos servicios. 
Murió en 1866. 

## Legado
- En Bourg-la-Reine, un camino que sigue la antigua ruta de la primera Línea de Sceaux lleva el nombre de Arnoux.